# Stazione di Picerno
La stazione di Picerno è una stazione ferroviaria ubicata sulla ferrovia Battipaglia-Potenza-Metaponto, a servizio del comune di Picerno.

## Storia
La stazione di Picerno entrò in funzione il 15 gennaio 1880 contestualmente all'attivazione del tratto Picerno-Potenza della linea ferroviaria per Potenza. Ha sempre avuto un discreto traffico viaggiatori e merci.

## Strutture e impianti
La stazione è dotata di un fabbricato viaggiatori su un livello a seguito dei lavori di ammodernamento e di elettrificazione della tratta ferroviaria. Era infatti un tempo sede dei servizi di stazione e della dimora del dirigente di stazione al primo piano rialzato. Fu in seguito demolita e ricostruita ad unico livello.
Il piazzale è composto da due binari per servizio viaggiatori muniti di banchina con una passerella e privi di sottopassaggi.

## Movimento
Nella stazione fermano treni regionali, con destinazioni Salerno, Potenza Centrale, Napoli Centrale e Taranto.

## Servizi
La stazione dispone di:
- Bar[2]
- Servizi igienici